# Sacca (Esine)
Sacca è una frazione del comune di Esine, in bassa Val Camonica, provincia di Brescia.

## Geografia fisica

### Territorio
La Sacca è la frazione più meridionale del comune di Esine, posta tra quella di Plemo e Montecchio di Darfo Boario Terme. Il nome di questa contrada deriva dall'ansa (o sacca) del fiume Oglio, formatasi a causa della presenza di un colle morenico detto Monticolo.
Ha una popolazione di 1 284 abitanti.

## Storia
La Sacca si è costituita verso la fine del 600 dall'unione delle case sparse denominate Toroselle, Ca' Bianca, Codeghe, Casa del Corno e Busa.
Nel 1600 vi erano solamente due principali abitazioni. La prima, citata come "Domus cum stabulo et teblato in Toroselle contrada Saccae' di proprietà dei fratelli Paride e Pietro Mattia Federici di Esine; la seconda casa era situata al centro di un terreno ed era proprietà di Leone Beccagutti sempre di Esine. La contrada principale a quel tempo era l'attuale Toroselle nella quale vivevano pochi abitanti. Si trovavano per la maggior parte ricoveri per animali e fienili. L'area che dal torrente Resio, Rèsh si estendeva ai confini con Montecchio, comune di Darfo, fu scelta per la sua fertilità . Quest'area apparteneva a tre principali famiglie di Esine: i Federici, i Beccagutti ed i Puritani. Quando per difficoltà economiche, furono costretti ad alienare i loro beni, questi vennero acquistati dalle famiglie che da tempo vi abitavano e i nuovi proprietari, passando da fittavoli a padroni, costruirono nuove abitazioni andando a creare un nuovo nucleo abitativo espandendo via, via il paese.
I principali acquirenti erano principalmente due famiglie: i Chiarolini ed i Gheza; ai primi si deve il primo nucleo di case nella contrada Sacca ed ai secondi quello nella contrada Toroselle.
Nel 1798 aumentata la popolazione, gli abitanti deliberarono di erigere una propria chiesa per le funzioni religiose affinché non si dovesse ricorrere a quella di S. Martino a Plemo che era sempre stato il centro della vita religiosa anche dei pochi abitanti al di là del torrente Resio, Rèsh.

## Monumenti e luoghi d'interesse
Il centro storico della Sacca è caratterizzato da numerose antiche costruzioni, risalenti per lo più al 1600.
L'architettura delle case annovera parecchi archi a volta, realizzati con la pietra proveniente dalle montagne circostanti.

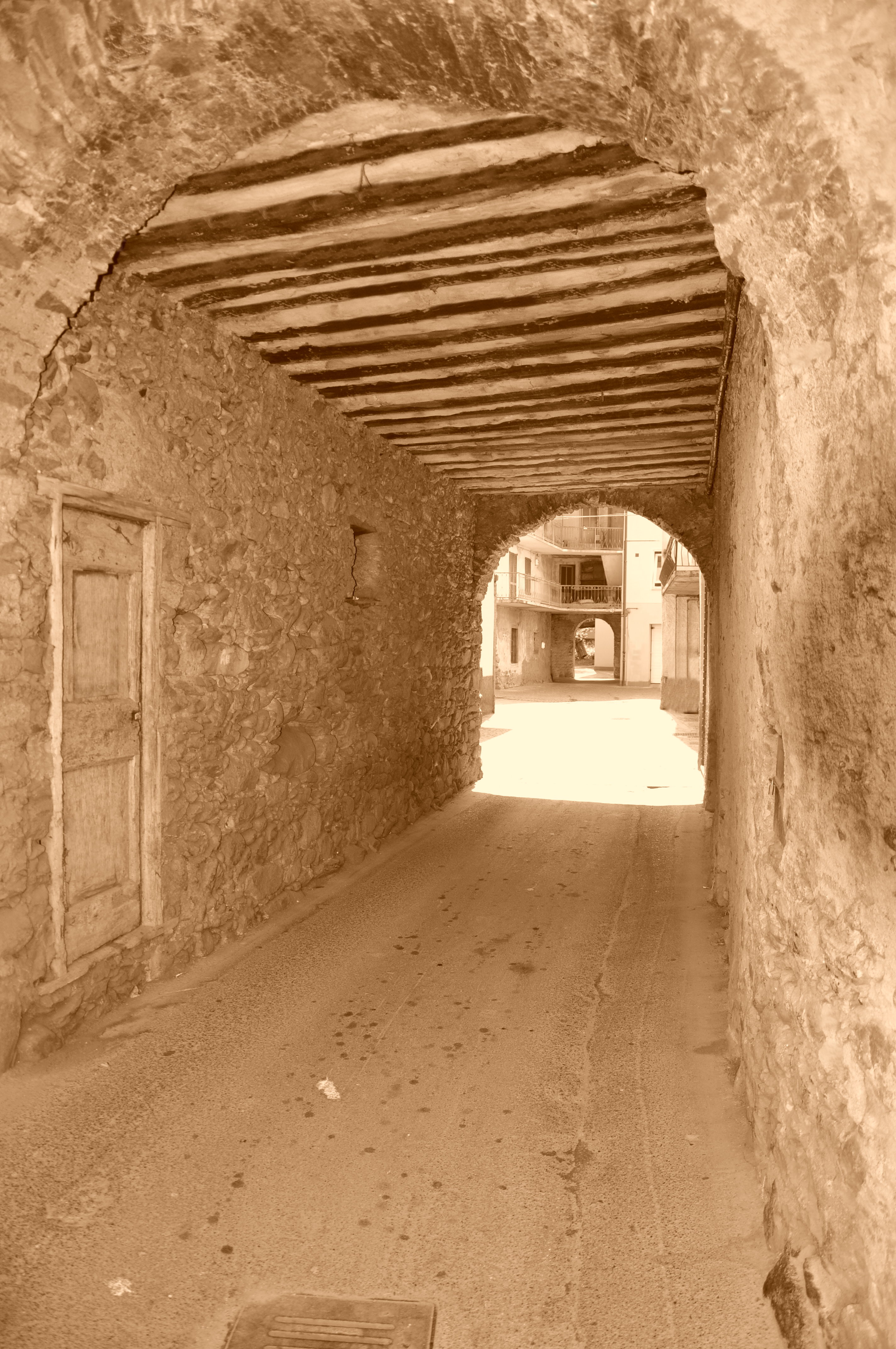
Piccola via (Novelle) che passa sotto una struttura antica fatta ad archi in pietra e travi di legno

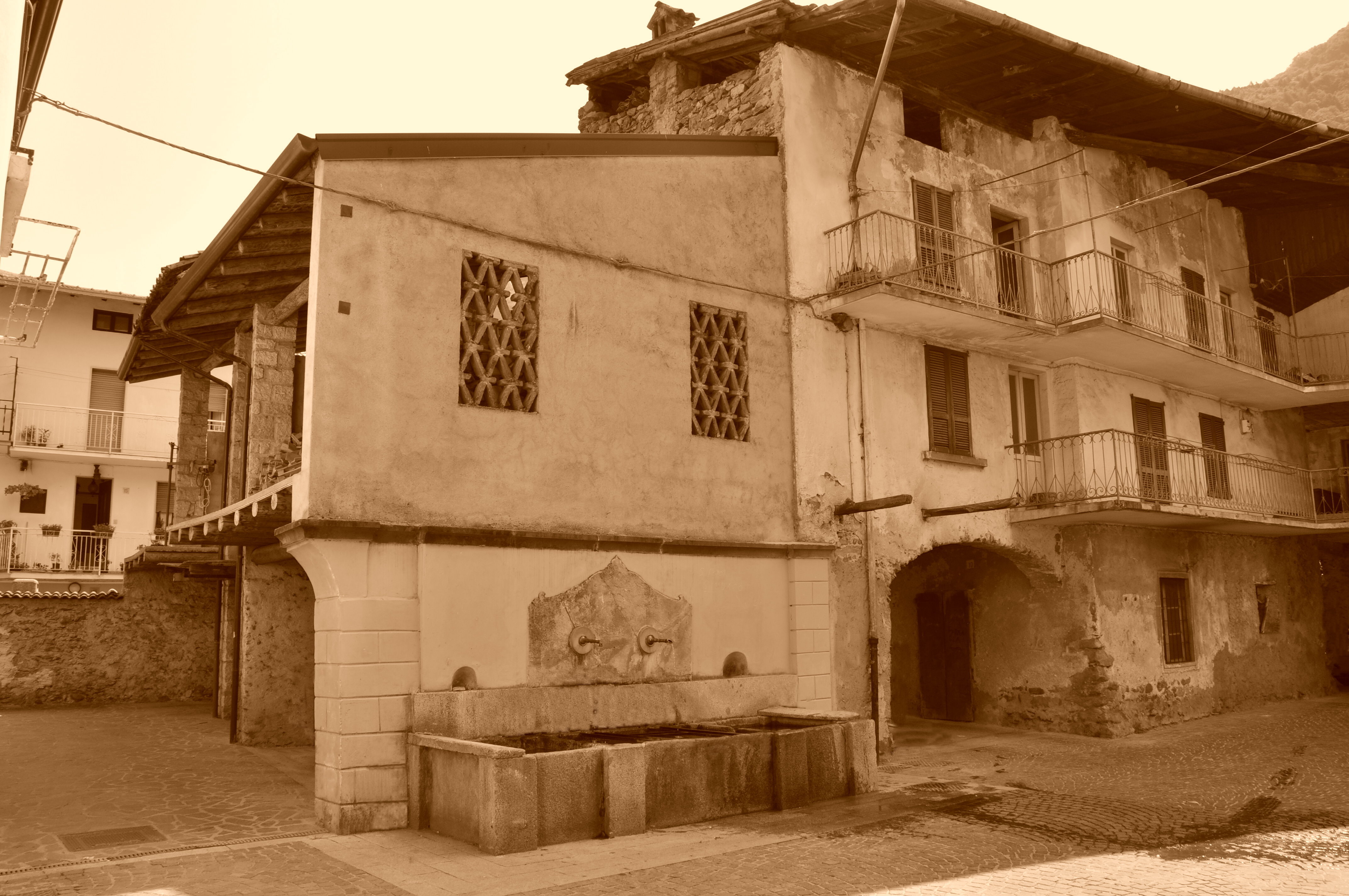
Antico Lavatoio in Tonalite, sito in Piazza Dante di Sacca.

### Architetture religiose
Le chiese di Sacca sono:
- Parrocchiale di Santa Maria, ultimata nel 1860. Contiene una Visitazione di Antonio Guadagnini. Il 21 dicembre 2008 è scaturito un incendio all'interno della struttura che l'ha rovinata.
- ex Parrocchiale di Santa Maria, costruita nel 1730 la quale, per la tenacia degli abitanti e di generose donazioni, venne ultimata in pochissimi anni. Il portale è in pietra di Sarnico.

La Parrocchiale della Sacca è dedicata alla Visitazione della Vergine Maria e contiene una tela di Antonio Guadagnini, famoso pittore esinese (1817-1900). La serena e classica compostezza delle figure (Maria SS., S. Elisabetta, S. Giuseppe, S. Zaccaria, un familiare), la sapiente disposizione della scena, la sobria e quasi fredda intonazione dei colori, fanno di quest'opera una delle migliori produzioni del valoroso artista esinese e forse una delle più notevoli opere pittoriche dell'Ottocento bresciano {{citazione necessaria}}. Nel 1841 termina il bellissimo quadro che viene collocato dietro l'altare maggiore. Nel 1843 viene costruita la nicchia di S. Rocco la cui statua scolpita in legno, fu dipinta dal celebre pittore. L'artista ha lasciato in Valle Camonica numerose opere che rivestono una notevole importanza, lavori di ottima fattura e anche molti affreschi, come il ciclo di dipinti murali lasciato nella parrocchiale di Breno. Il Guadagnini e autore anche di una pala e dell'affresco della vasta cupola. Sono infine presenti nella chiesa anche dipinti a olio del 1600 e del 1700. L'incendio del 2008 ha danneggiato parte del tempio, e alcune suppellettili sacre, ma è stato prontamente riparato e riconsegnato al culto.
Il restauro è consistito nel riportare il tutto alla prima tinteggiatura facendo riscoprire delle pitture che erano state coperte in seguito.

## Società

### Tradizioni e folclore
Gli scütüm sono nei dialetti camuni dei soprannomi o nomiglioli, a volte personali, altre indicanti tratti caratteristici di una comunità. Quello che contraddistingue gli abitanti di Sacca è Malissiùs.